# Борялово
Борялово — деревня в Холм-Жирковском районе Смоленской области России. Входит в состав Стешинского сельского поселения. Население — 4 жителя (2007 год). 
Расположена в северной части области в 10 км к юго-востоку от Холм-Жирковского, в 27 км севернее автодороги М1 «Беларусь», на берегу реки Днепр. В 18 км западнее деревни расположена железнодорожная станция Игоревская на линии Дурово — Владимирский Тупик. 

## История
В годы Великой Отечественной войны деревня была оккупирована гитлеровскими войсками в октябре 1941 года, освобождена в марте 1943 года.